# Берг (Верхняя Франкония)
Берг (нем. Berg) — община в Германии, районный центр, расположен в земле Бавария.
Подчиняется административному округу Верхняя Франкония. Входит в состав района Хоф. Население составляет 2417 человек (на 31 декабря 2010 года). Занимает площадь 38,93 км².
Коммуна подразделяется на 24 сельских округа.

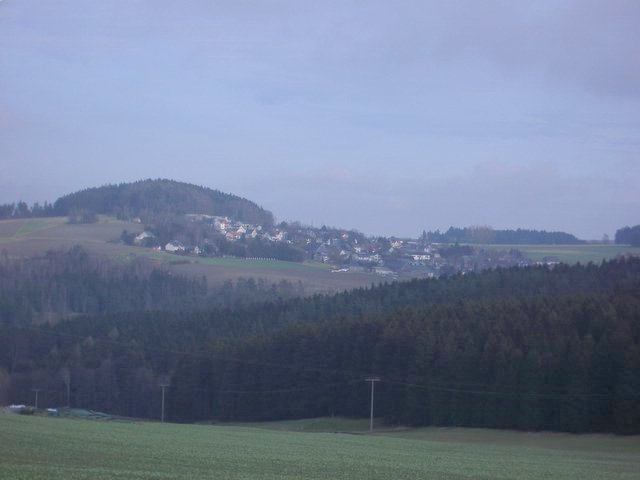
Берг (Верхняя Франкония)

## Население
По оценке на 31 декабря 2015 года население общины Берг составляет 2138 чел. 

| Дата      | 1840 | 1871 | 1900 | 1925 | 1939 | 1950 | 1961 | 1970 | 1987 | 2011 |
| --------- | ---- | ---- | ---- | ---- | ---- | ---- | ---- | ---- | ---- | ---- |
| Население | 2395 | 2546 | 2548 | 3081 | 2841 | 3501 | 3069 | 2904 | 2516 | 2307 |

| Год       | 1960 | 1970 | 1980 | 1990 | 2000 | 2009 | 2010 | 2011 | 2012 | 2013 | 2014 | 2015 |
| --------- | ---- | ---- | ---- | ---- | ---- | ---- | ---- | ---- | ---- | ---- | ---- | ---- |
| Население | 3098 | 2876 | 2680 | 2653 | 2692 | 2425 | 2417 | 2280 | 2240 | 2189 | 2163 | 2138 |